# موريس ستوكس
موريس ستوكس (بالإنجليزية: Maurice Stokes) مواليد 17 يونيو 1933 في بيتسبرغ - الوفاة 06 أبريل 1970، كان لاعب كرة سلة أمريكي بدأ مسيرته الاحترافية في سنة 1955. بلغ طوله 6 قدم 7 بوصة (2.0 م). اعتزل اللعب في 1958.

## فرق لعب لها
- سكرامنتو كينغز

## روابط خارجية
- موريس ستوكس على موقع إن بي أي (الإنجليزية)
- موريس ستوكس على موقع سبورتس رفرنس (الإنجليزية)
- موريس ستوكس على موقع كلية كرة السلة في سبورتس رفرنس.كوم (الإنجليزية)
- موريس ستوكس على موقع ريلجم (الإنجليزية)
- موريس ستوكس على موقع بروبوليرز (الإنجليزية)
- موريس ستوكس على موقع قاعة المشاهير الجامعة الوطنية لكرة السلة (الإنجليزية)